# NGC 3274
NGC 3274 هي مجرة تتبع كوكبة الأسد. اكتشفها ويليام هيرشل في 11 أبريل 1785.

## روابط خارجية
- NGC 3274 على موقع ويكي سكاي: DSS2, SDSS, GALEX, IRAS, Hydrogen α, X-Ray, Astrophoto, Sky Map, Articles and images